# キース・ファーナム
キース・ファーナム（Keith Farnham、1947年9月22日 - 2017年6月18日）は、民主党所属の元イリノイ州下院議員であり、2014年に児童ポルノの配布で有罪を認め、辞任した人物。彼は、2人の未成年者の少女から、性的な動画と画像をダウンロードされたとして訴えられた。